# アーロン・サクス
アーロン・サクス（Aaron Sachs、1923年7月4日 - 2014年6月5日）は、アメリカのジャズ・サクソフォーン奏者、クラリネット奏者。

## 略歴
ニューヨーク出身のサクスは、ベニー・グッドマンのグループで若きスウィングの徒弟として音楽活動を開始。後にビバップへと転向し、アール・ハインズとも共演した。その後、自身のバンドを結成し、レコーディングやツアーを行った。1948年に歌手のヘレン・メリルと結婚したが、その関係はわずか数年しか続かなかった。2人の唯一の子供はアラン・プレストン・サクスで、後にアラン・メリルの名でプロとして知られるようになった。
1960年代、アーロン・サクスはマチート、ティト・プエンテ、ティト・ロドリゲスとともにラテン・バンドで活動した。ロドリゲスのためにはヒット曲「El Mundo De Las Locas」を作曲している。スタン・ゲッツ、サラ・ヴォーン、チェット・ベイカー、ビリー・ホリデイ、レッド・ノーヴォ、ジーン・クルーパ、アニタ・オデイ、コージー・コールとも共演。2014年6月5日、ニューヨークにて90歳で死去。

## ディスコグラフィ

### リーダー・アルバム
- 『アーロン・サクス・クインテット』 - Quintette (1955年、Bethlehem)
- 『クラリネット・アンド・カンパニー』 - Clarinet and Co. (1957年、Rama)

### 参加アルバム
- ルイ・ベルソン : The Brilliant Bellson Sound (1959年、Verve)
- アール・ハインズ : Varieties! (1985年、Xanadu)
- ジーン・クルーパ :『ドラマー・マン』 - Drummer Man Gene Krupa in Highest Fi (1956年、Verve)
- ジョン・ルイス : 『ザ・モダン・ジャズ・ソサエティ・プレゼンツ・ア・コンサート・オブ・コンテンポラリー・ミュージック』 - The Modern Jazz Society Presents a Concert of Contemporary Music (1956年、Norgran)
- マチート : World's Greatest Latin Band (1962年、GNP Crescendo)
- シェリー・マン : 『シェリー・マン&カンパニー』 - Shelly Manne & Co. (1965年、Contact)
- スペックス・パウエル : 『ムーヴィン・イン』 - Movin' In (1957年、Roulette)
- トム・タルバート : Bix Duke Fats (1957年、Atlantic)
- レッド・ノーヴォ : Town Hall Jazz Concert 1945 (1973年、Atlantic) ※コモドアー・オリジナルの再発